# 现任中华民国各直辖市及县市正副议长列表
本列表列出目前中華民國6個直轄市、13個省轄縣和3個省辖市的一院制地方議會正、副議長。根據《地方制度法》與《地方立法機關組織準則》，中華民國的地方立法機關為直轄市議會、縣（市）議會。正副首長稱為議長、副議長。民國105年（2016年）起為了防止跑票，正副議長均由議員「以記名投票互選之」，且須唱名投票者議員投給該被得票者議員。
各直轄市、縣、市議會的現任正副議長均於民国111年（2022年）的議員選舉中當選為議員，並於同年12月25日行憲紀念日宣誓就職，隨後在同日舉行的正副議長選舉中當選。多數正副議長為國民黨籍。
現任議長黨籍為中國國民黨12位，民主進步黨4位，無黨籍6位。有4位是女性，分別為：台南市的邱莉莉、高雄市的康裕成、台東縣的吳秀華、嘉義市的陳姿妏，其餘18位均為男性。
現任副議長黨籍為中國國民黨13位，民主進步黨2位，親民黨1位，無黨籍6位。有4位是女性，分別為：台中市的顏莉敏、苗栗縣的張淑芬、花蓮縣的徐雪玉、基隆市的楊秀玉，其餘18位均為男性。
另外，正副議長之間以「全國地方正副議長聯誼會」作為交流單位，就議政之間彼此互相進行交流，輪流選出正副會長與執行長，現任會長為蔣根煌、副會長為謝典林、執行長為許修睿。

## 現任正副議長
| 議會       | 議長   | 議長 | 議長       | 副議長   | 副議長 | 副議長     |
| 議會       | 姓名   | 肖像 | 黨籍       | 姓名     | 肖像   | 黨籍       |
| ---------- | ------ | ---- | ---------- | -------- | ------ | ---------- |
| 臺北市議會 | 戴錫欽 |      | 中國國民黨 | 葉林傳   |        | 中國國民黨 |
| 新北市議會 | 蔣根煌 |      | 中國國民黨 | 陳鴻源   |        | 中國國民黨 |
| 桃園市議會 | 邱奕勝 |      | 中國國民黨 | 李曉鐘   |        | 中國國民黨 |
| 臺中市議會 | 張清照 |      | 中國國民黨 | 顏莉敏   |        | 中國國民黨 |
| 臺南市議會 | 邱莉莉 |      | 民主進步黨 | 林志展   |        | 民主進步黨 |
| 高雄市議會 | 康裕成 |      | 民主進步黨 | 曾俊傑   |        | 無黨籍     |
| 新竹縣議會 | 張鎮榮 |      | 中國國民黨 | 王炳漢   |        | 中國國民黨 |
| 苗栗縣議會 | 李文斌 |      | 中國國民黨 | 張淑芬   |        | 中國國民黨 |
| 彰化縣議會 | 謝典林 |      | 無黨籍     | 許原龍   |        | 中國國民黨 |
| 南投縣議會 | 何勝豐 |      | 無黨籍     | 潘一全   |        | 中國國民黨 |
| 雲林縣議會 | 黃凱   |      | 無黨籍     | 蔡鍀     |        | 無黨籍     |
| 嘉義縣議會 | 張明達 |      | 民主進步黨 | 陳怡岳   |        | 民主進步黨 |
| 屏東縣議會 | 周典論 |      | 中國國民黨 | 盧文瑞   |        | 無黨籍     |
| 宜蘭縣議會 | 張勝德 |      | 中國國民黨 | 陳漢鍾   |        | 無黨籍     |
| 花蓮縣議會 | 張峻   |      | 無黨籍     | 徐雪玉   |        | 中國國民黨 |
| 臺東縣議會 | 吳秀華 |      | 中國國民黨 | 林琮翰   |        | 中國國民黨 |
| 澎湖縣議會 | 陳毓仁 |      | 無黨籍     | 藍凱元   |        | 無黨籍     |
| 金門縣議會 | 洪允典 |      | 中國國民黨 | 歐陽儀雄 |        | 中國國民黨 |
| 連江縣議會 | 張永江 |      | 中國國民黨 | 林明揚   |        | 中國國民黨 |
| 基隆市議會 | 童子瑋 |      | 民主進步黨 | 楊秀玉   |        | 親民黨     |
| 新竹市議會 | 許修睿 |      | 中國國民黨 | 余邦彥   |        | 中國國民黨 |
| 嘉義市議會 | 陳姿妏 |      | 無黨籍     | 張榮藏   |        | 無黨籍     |

## 註解
1. ↑  正副議長選舉 改記名投票 （页面存档备份，存于），臺灣蘋果日報
2. ↑  蔡英文要求縣市議長選舉亮票 台湾檢方將嚴查 （页面存档备份，存于），央視網，2014年12月23日。
3. ↑  .   [2022-09-30]. （原始内容存档于2022-10-04）.
4. 1 2  停權三年